# Собор Святого Воскресіння (Івано-Франківськ)
Катедральний храм Святого Воскресіння — катедральний храм Івано-Франківської архієпархії Української греко-католицької церкви (раніше — Станиславівської єпархії УГКЦ).

## Історія

### Єзуїтський костел
На початку XVIII століття у Станіславові з'явилися єзуїти. 1720 року на місці згорілої (під час нападу турків) церкви ректор єзуїтської колегії о. Томаш Заленський розпочав будівництво єзуїтського костелу. Збудували храм у 1729 році.
Однак, внаслідок неглибокого фундаменту, у мурах споруди з'явились тріщини, тому 1752 року його змушені були розібрати.
Наступного ж року розпочали будівництво нового костелу за проєктом архітекторів Станіслава Потоцького (дідича міста) та Христіана Дальке у стилі австро-баварського бароко з елементами класицизму. Шатроподібні завершення двох веж запозичені з гуцульської дерев'яної архітектури. Декор багатого інтер'єру доповнює барокова скульптура головного вівтаря, де знаходяться фігури ангелів, святих і апостолів.
Спорудження тривало до 1763 року. 1764 року під час облоги, обстрілів міста російською армією, була знищена вежа храму.
Австрійська влада 1773 року скасувала орден єзуїтів і костел закрила. Поступово споруда занепала.
Анджей Бетлей припускає, що автором проєкту фасаду костелу був єзуїт Павел Гіжицький.

### УГКЦ

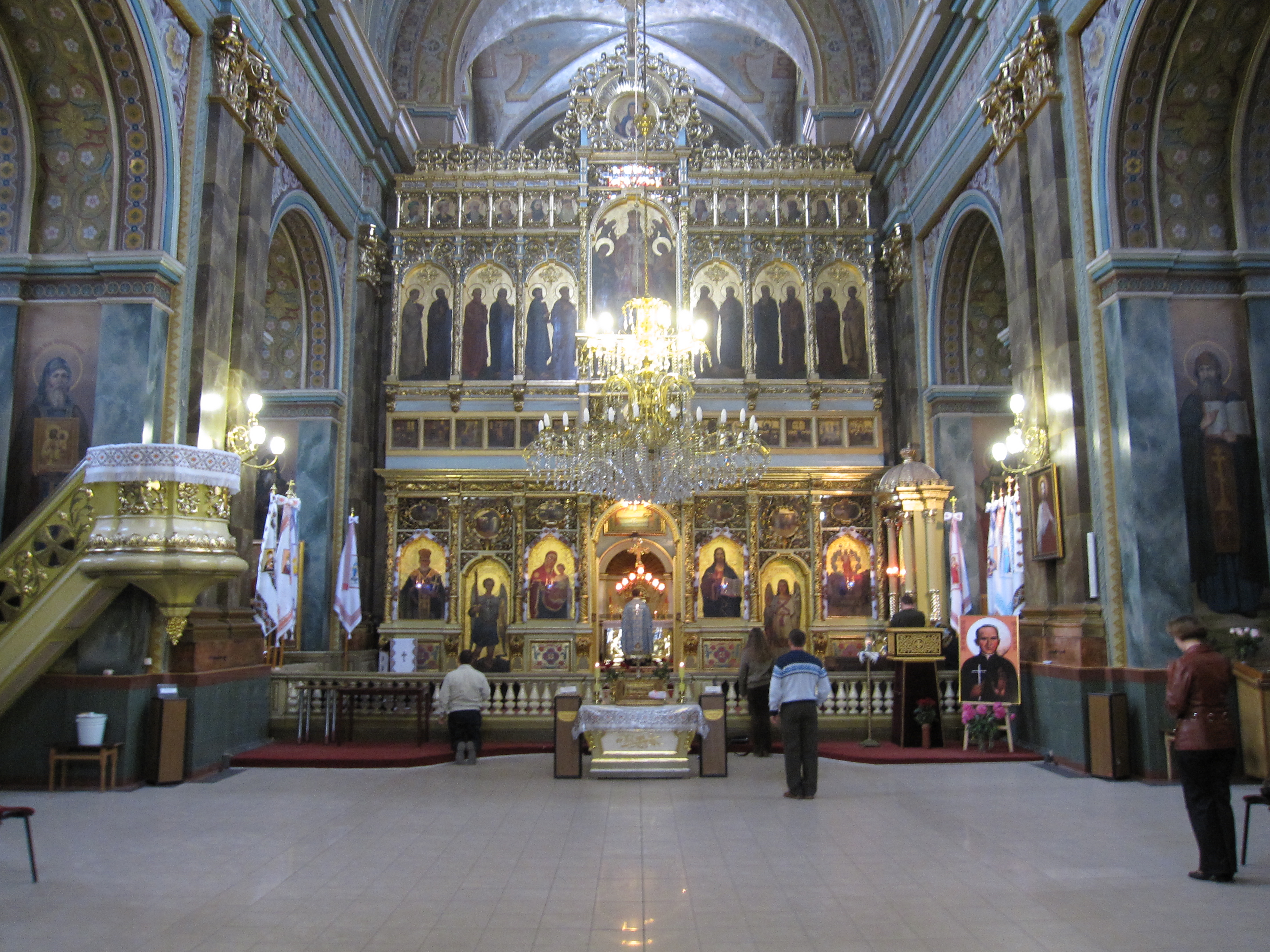
У соборі встановлений п'ятиярусний іконостас

1849 року храм віддали під греко-католицьку парафіяльну церкву. Із встановленням греко-католицького єпископства церква стала Свято-Воскресінським катедральним храмом.
У XIX столітті єзуїти повернулися до Станіславова і спорудили монастир та костел св. Станіслава Костки.
Наприкінці XIX ст. настінний розпис та ікони виконали відомі українські художники Антін Манастирський і Модест Сосенко.
На реставрацію та художнє оформлення виділяв кошти єпископ Андрей Шептицький, що значно прискорило справу.
У радянські часи церква охоронялася як пам'ятка архітектури Української РСР (№ 1136).
28 січня 1990 року — Катедральний собор святого Воскресіння повернуто УГКЦ.

## Цікаві факти
Сьогоднішня назва катедрального храму Святого Воскресіння була і в головної української церкви міста Станіславова від початку його існування та збудованої ще в 1601 році в с. Заболоття на місці теперішньої синагоги. Про неї згадував мандрівник Ульріх фон Вердум, який відвідав Станіславів 1672 року.
З 20 вересня 1899 року по 17 грудня 1900 року настоятелем собору, як єпископ-ординарій Станиславівської єпархії, був митрополит Андрей Шептицький.
Храм було реставровано в 1835, 1885, 1995 та 2003 роках.

## Усипальниця
У крипті собору поховані єпископи Софрон (Мудрий), Софрон (Дмитерко).
Раніше були поховані львівський каштелян Казімеж Лещинський (пом. 1730), його сестра Вікторія — перша дружина коронного гетьмана Юзефа Потоцького (знайдену в 1885 році труну з її прахом у 1886 перенесли до Франківської колегіати). Також було поховано багато монахів-єзуїтів.

## Галерея

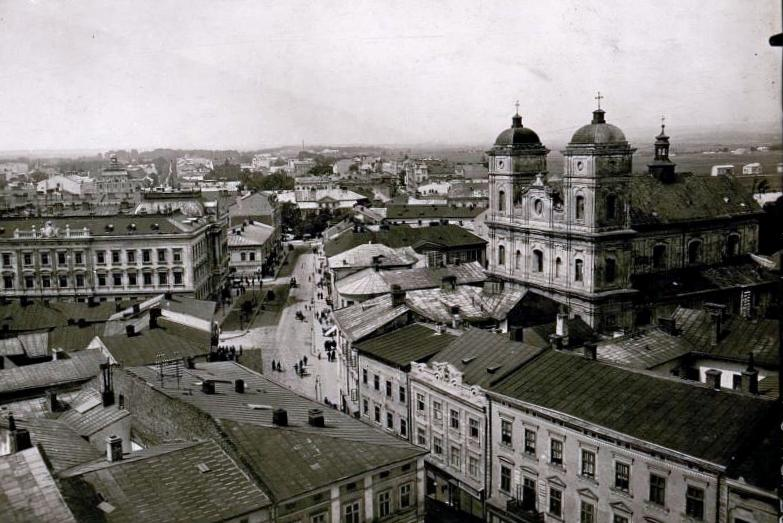
Храм у 1915 році
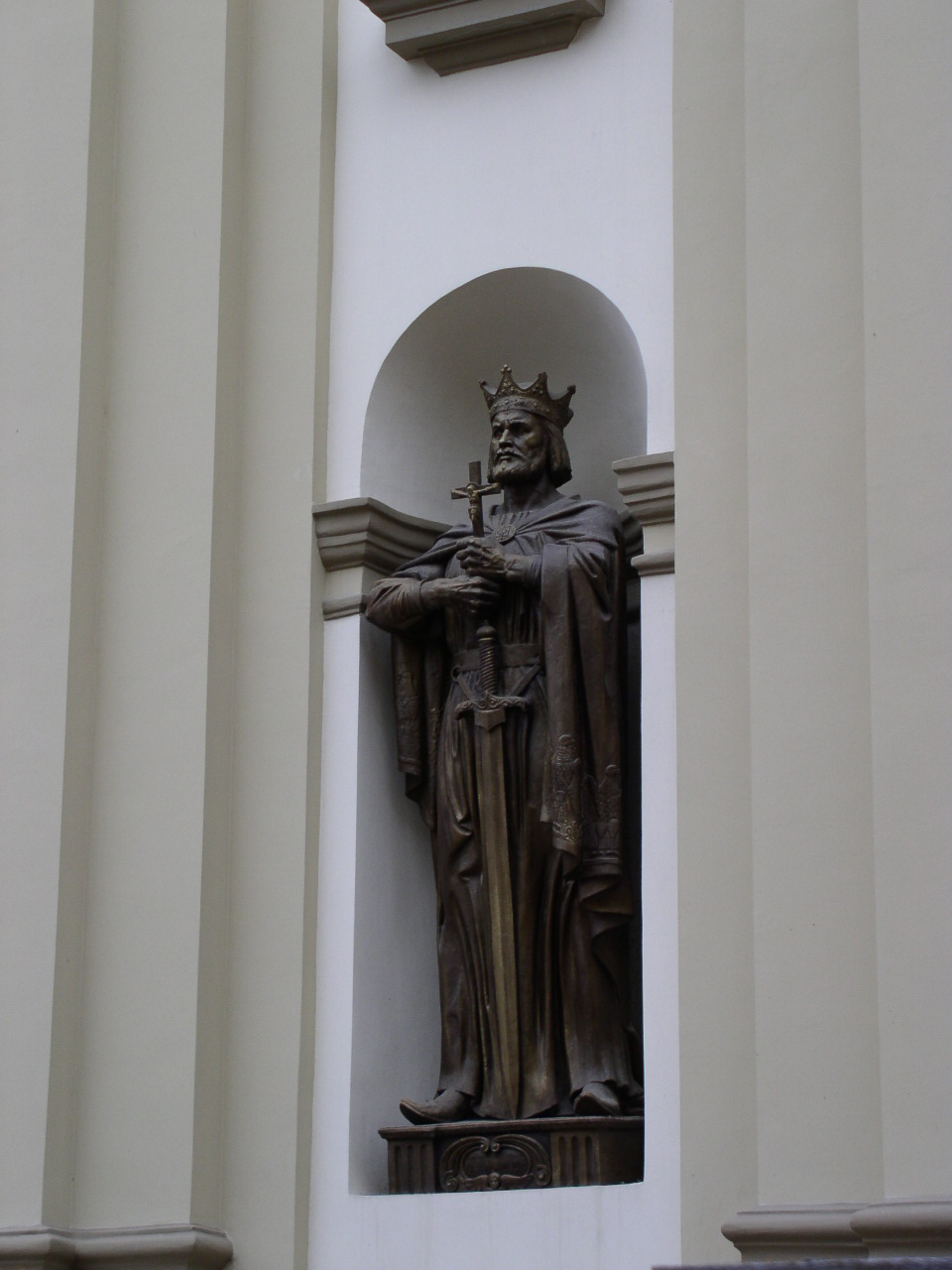
Скульптура хрестителя України-Русі Св. Володимира Великого.
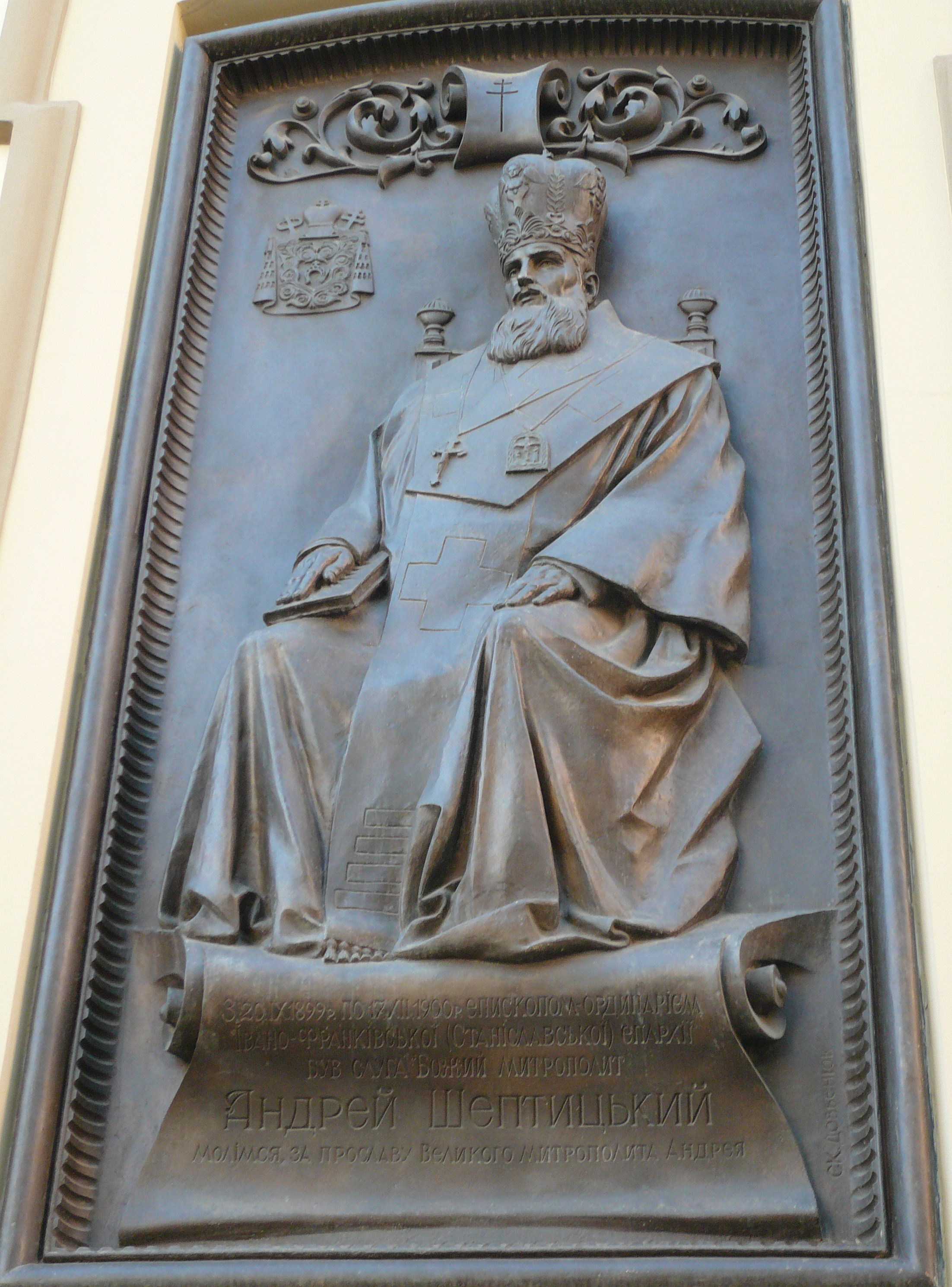
Меморіальна таблиця митрополита Андрея Шептицького
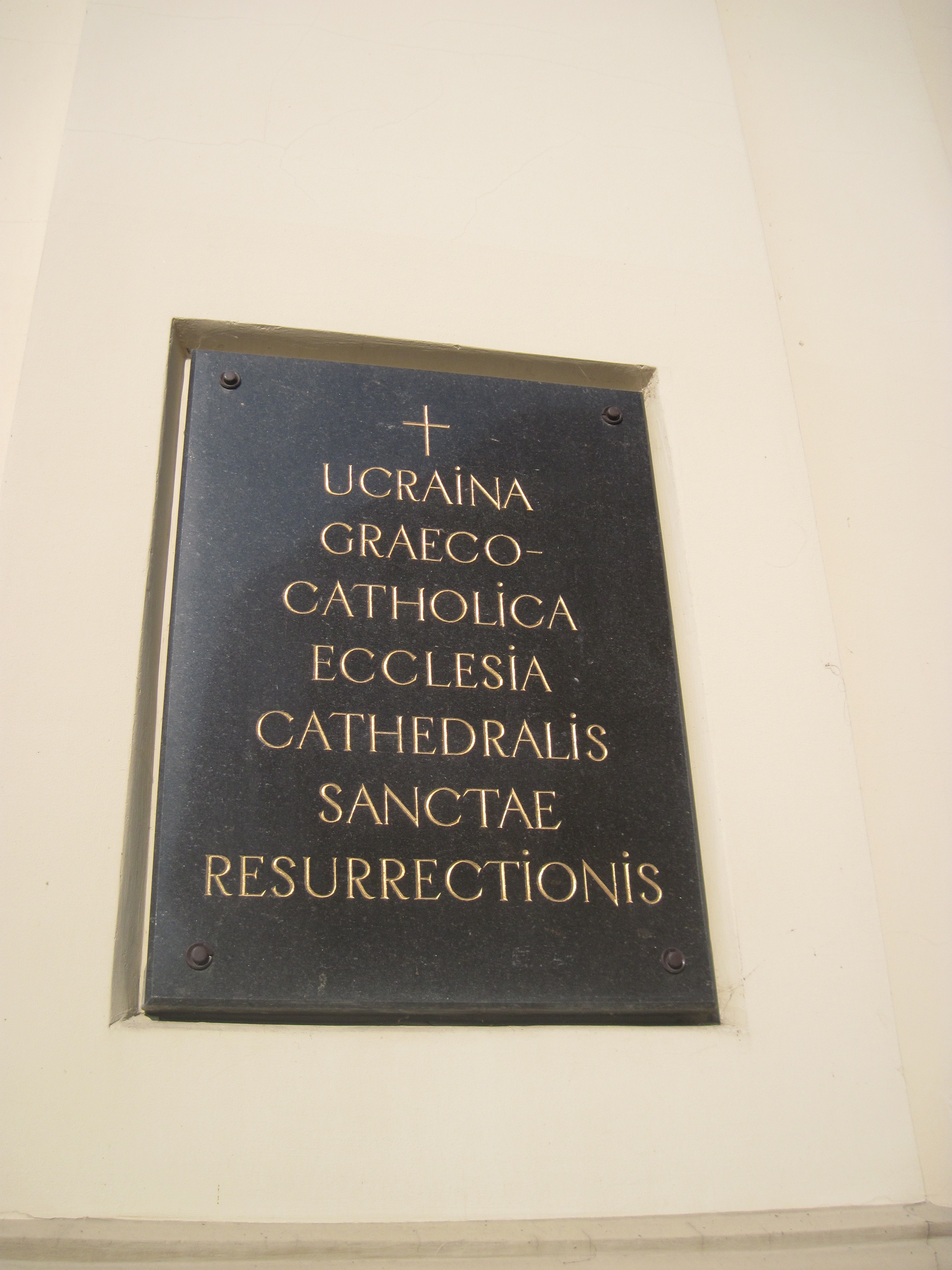
Таблиця латиною
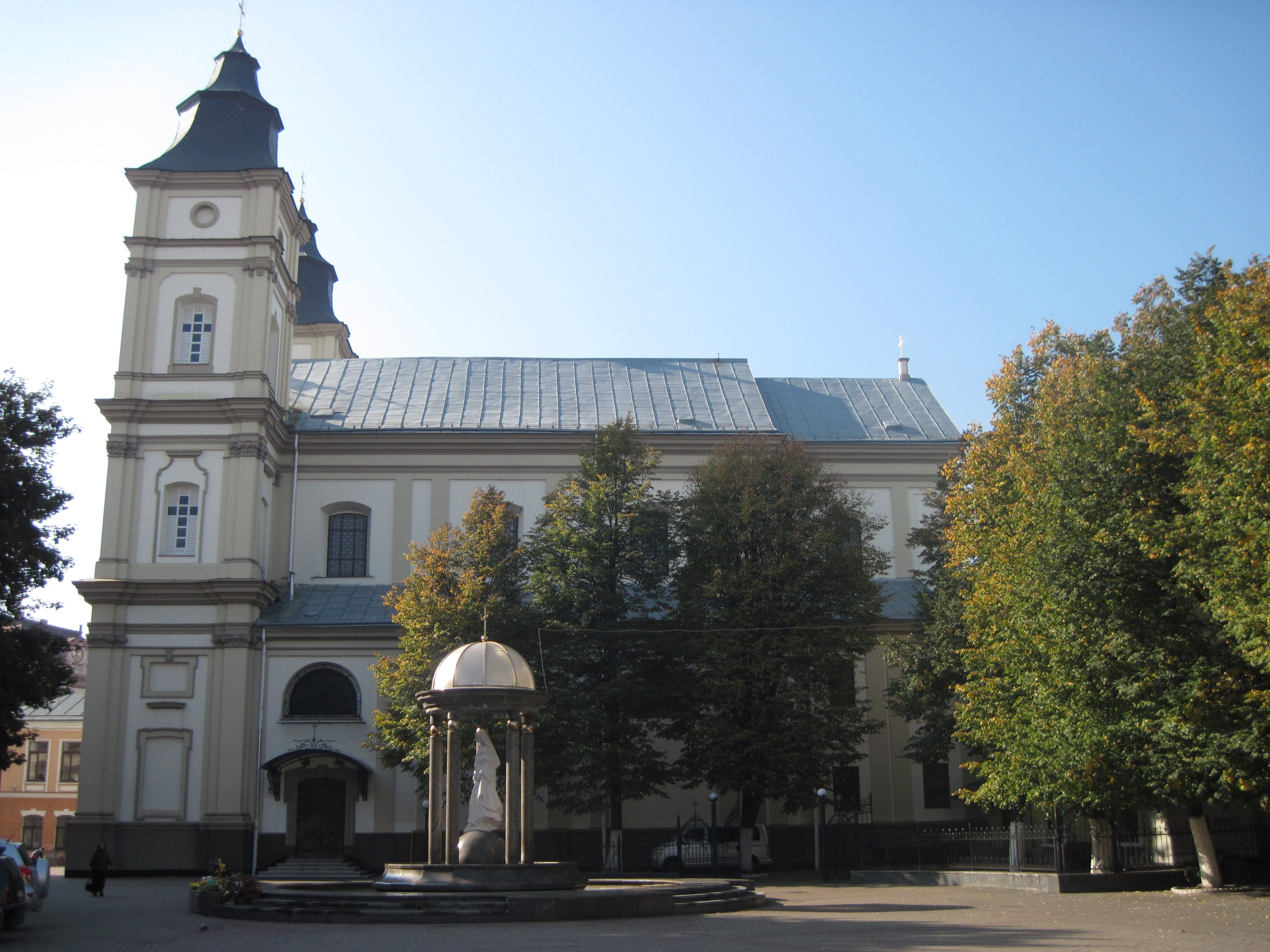
Вигляд з Майдану Шептицького, осінь 2014
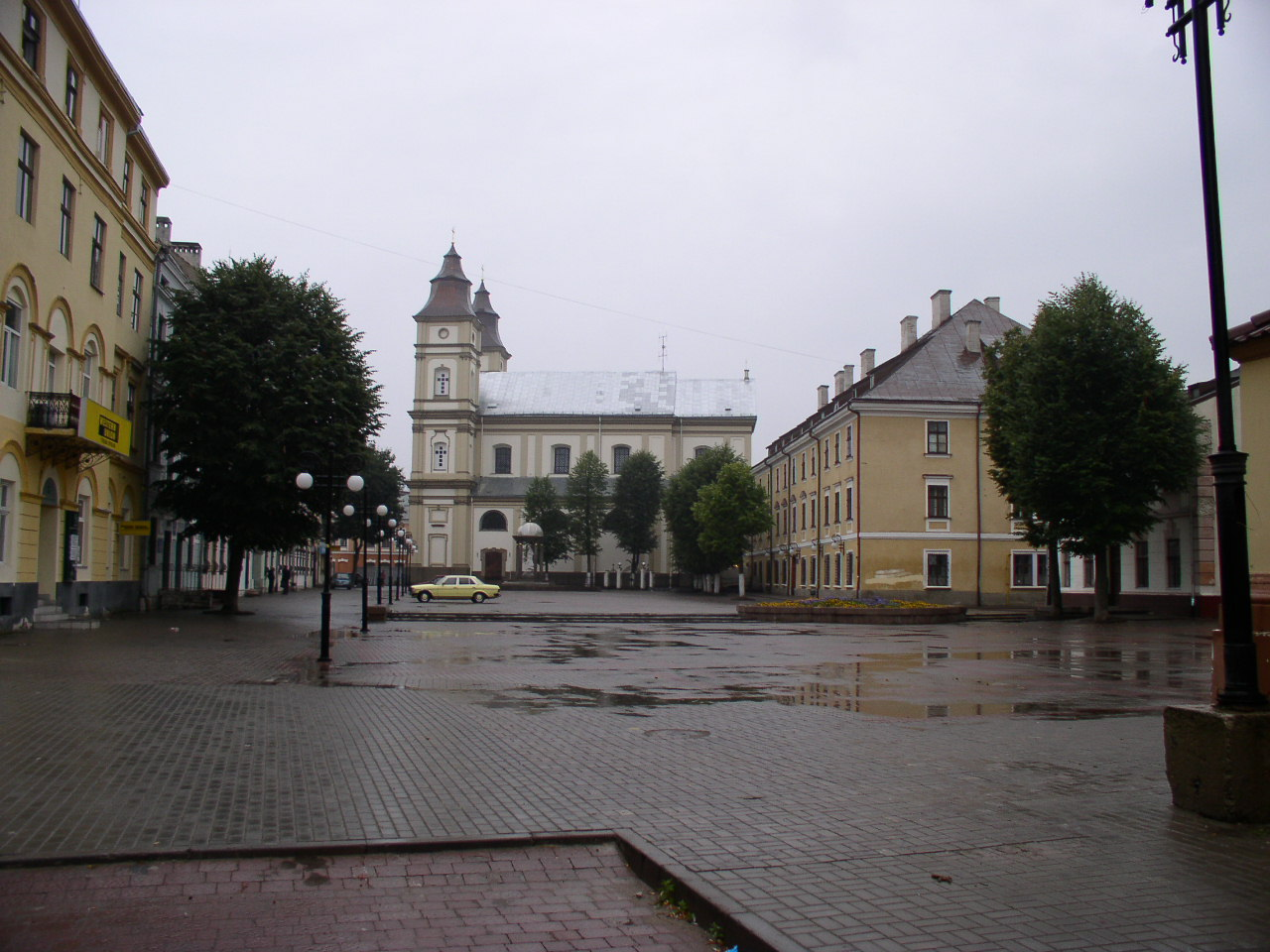
Вигляд собору з майдану Шептицького
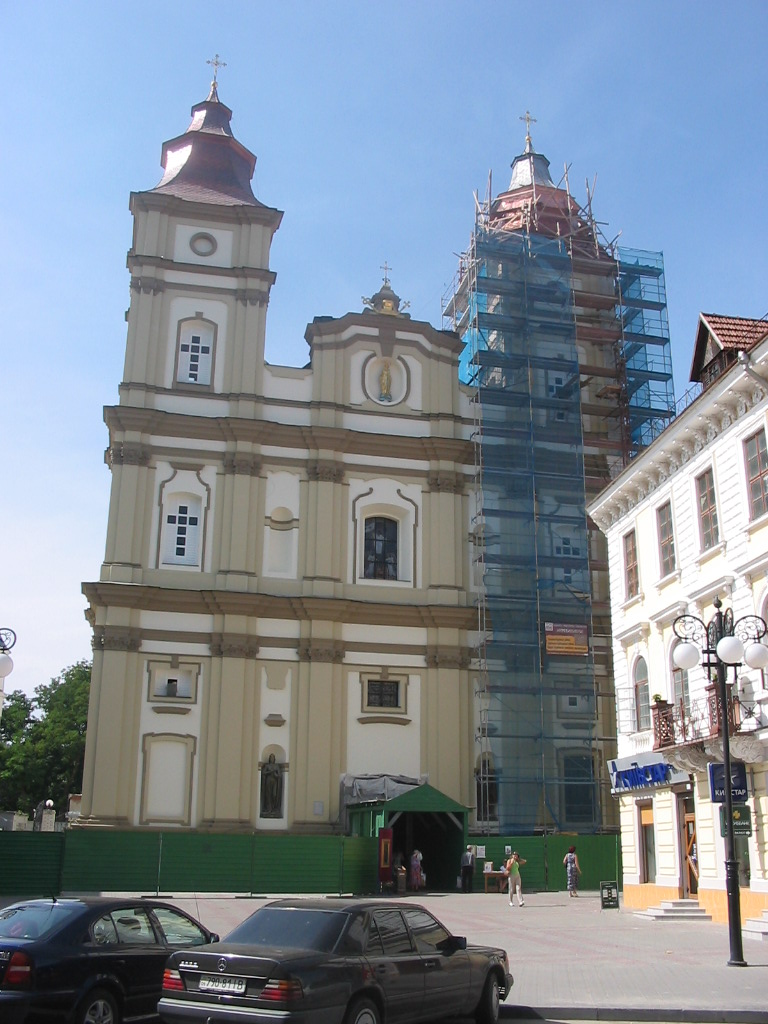
Реставрація храму, 2004 р.